# Institut für wirtschaftswissenschaftliche Forschung
Institut für wirtschaftswissenschaftliche Forschung (IWF) war ein durch die sowjetische Auslandsaufklärung im August 1951 gegründeter Auslandsgeheimdienst, in dem die bisherigen nachrichtendienstlichen Aktivitäten der SED gebündelt werden sollten. Das Institut, das bis Herbst 1953 bestand, hatte etwa 40 Mitarbeiter bei hoher Personalfluktuation. 1955 wurde es in den Staatssicherheitsdienst als Hauptabteilung XV eingegliedert, die zum 1. Mai 1956 zu Hauptverwaltung A umbenannt wurde.

## Geschichte
Die Entscheidung für die Bildung des Instituts wurde am 19. Juli 1951 in Moskau im Informationskomitee (russ. Komitet Informazii, KI) getroffen. Das KI war wie die zeitweise zusammengelegte Organisation der Aufklärung des MGB und der GRU. Die direkte Anleitung wurde dem sowjetischen „Berater“ Oberst Andrej Grigorjewitsch Graur („Akimow“) übertragen. Formal wurde das Institut am 16. August 1951 im Auftrag der SED-Führung in einem konspirativen Objekt in Berlin-Bohnsdorf gegründet. Von 13 Personen waren vier sowjetische „Berater“ anwesend. Es operierte parallel zum Ministerium für Staatssicherheit (MfS) und sollte in der Bundesrepublik und West-Berlin vor allem politische, wissenschaftlich-technische und wirtschaftliche Informationen beschaffen. Dazu übernahm das Institut rund einhundert Quellen des sogenannten Haid-Apparats oder Parteiaufklärung der SED. Diese hatte Bruno Haid ab 1948 aufgebaut. Er kann als Vorgänger des IWF und Vorvorgänger der Hauptverwaltung A gelten. Politische Anleiter aus der SED-Führung waren Anton Ackermann (zugleich erster Leiter). Es folgten Walter Ulbricht, Wilhelm Zaisser und ab Juni 1953 wieder Walter Ulbricht.
Im 1953 konstatierte der sowjetische Chef-„Berater“, das IWF habe erst die ersten Stufen der nachrichtendienstlichen Arbeit erklommen. Einzige Quellen des Instituts wurden von westlichen Diensten als Doppelagenten überworben. Das IWF war stärker mit internen Fragen als mit Nachrichtendienstarbeit beschäftigt. Am 4. April 1953 trat der IWF-Abteilungsleiters Gotthold Krauss in den Westen über. Er hatte von Anbeginn mit US-amerikanischen Diensten kooperiert. Dies zwang zu einer Neuorganisation.
Im September 1953 erfolgte die Eingliederung des Instituts als Hauptabteilung XV in das dem Ministeriums des Innern (MdI) nachgeordneten Staatssekretariat für Staatssicherheit (SfS), das bis vor kurzem und wieder ab 1955 selbständigen MfS. Gründe für die Eingliederung waren die internen Krisen und das sowjetische Bestreben, geheimpolizeiliche und nachrichtendienstliche Aktivitäten unter dem Dach des MdI zusammenzuführen.
Das IWF war nicht als Außenpolitischer Nachrichtendienst (APN) dem Ministerium für Auswärtige Angelegenheiten unterstellt. Die Bezeichnung war erst ab Herbst 1953 bis September 1956 nachweisbar und eine Legende der Hauptabteilung XV des SfS des MdI.

## Leiter
- Anton Ackermann 1951 bis 1952
- Richard Stahlmann 1952 (kommissarisch)
- Markus Wolf 1952 bis 1953